# Nikolay Arabov
Pour les articles homonymes, voir Arabov.
Nikolay Arabov (bulgare : Николай Арабов), né le 14 novembre 1953 à Sliven en Bulgarie, est un footballeur international bulgare qui évoluait au poste de défenseur, avant de devenir ensuite entraîneur.

## Biographie

### Carrière de joueur

#### Carrière en club
Nikolay Arabov réalise la majeure partie de sa carrière en Bulgarie, avec les clubs du PKF Sliven et du Tcherveno Zname. Il joue également à Chypre et en Albanie.
Il remporte une Coupe d'Albanie avec le club du KF Tirana.
Il joue deux matchs en Coupe de l'UEFA avec le club de Sliven.

#### Carrière en sélection
Nikolay Arabov reçoit 42 sélections en équipe de Bulgarie entre 1976 et 1986, sans inscrire de but. Toutefois, seulement 41 sélections sont officiellement reconnues par la FIFA.
Il joue son premier match en équipe nationale le 28 novembre 1976, contre la Roumanie, dans le cadre de la Coupe des Balkans (défaite 3-2 à Bucarest).
Il dispute trois matchs lors des éliminatoires du mondial 1978, quatre lors des éliminatoires de l'Euro 1984, et sept lors des éliminatoires du mondial 1986. À noter qu'il n'est pas appelé en équipe nationale pendant plus de cinq ans, de novembre 1977 à avril 1983. 
Il figure dans le groupe des sélectionnés lors de la Coupe du monde de 1986. Lors du mondial organisé au Mexique, il joue trois matchs : contre l'Italie, contre la Corée du Sud, et enfin contre le pays organisateur. Ce sont ses derniers matchs en équipe nationale.

### Carrière d'entraîneur
Il dirige les joueurs du Flamurtari Vlorë lors de la saison 2002-2003.

## Palmarès
KF Tirana
| - Championnat d'Albanie : - Vice-champion : 1993-94. - Coupe d'Albanie (1) : - Vainqueur : 1993-94. |  | - Supercoupe d'Albanie (1) : - Vainqueur : 1994. |